# Кула Аспири
Кулата „Аспири“ (на английски: Aspire Tower) е 300-метров модерен хотел, небостъргач, в спортната зона „Аспири“ в южния квартал „Баая“ в Доха, Катар. Наричана е още Олимпийската кула в Доха, тъй като е разположена до Международния стадион „Халифа“.
Кулата „Аспири“ има хиперболоидна структура, с форма, наподобяваща гигантски факел. Построена е във връзка с XV Азиатски игри, проведени в Катар през декември 2006 г., като става неин символ. На върха ѝ е монтирана установка за олимпиския огън по време на игрите, с което става най-високото място на поставяне на олимпийски пламък в историята.
Сърцевината ѝ е от стоманобетонен цилиндър с дебелина на стените 1,0-1,8 м и остъклена фасада с диаметър 12-18 м от мрежа стоманени конзолни греди.
Интериорът на кулата „Аспири“ е завършен през ноември 2007 г. Кулата разполага с разнообразни услуги и развлечения, включително петзвезден хотел със 163 луксозни стаи и апартаменти, панорамни ресторанти, заседателни зали, спортен музей, рехабилитационен център и басейн, разположен на 80 метра надморска височина. Има 17 асансьора. На последния етаж има зрителна платформа за посетители. Части от сградата са само остъклени и не се използват. Осветлението на кулата е чрез LED технология, която е вградена в телена мрежа. През нощта небостъргачът периодично променя осветлението си. Във фасадата му е монтиран LED екран, по който се показват видеоклипове, реклами, снимки и др. изображения
Изграждането на кулата струва 175 милиона долара.